# عمل بالقطعة

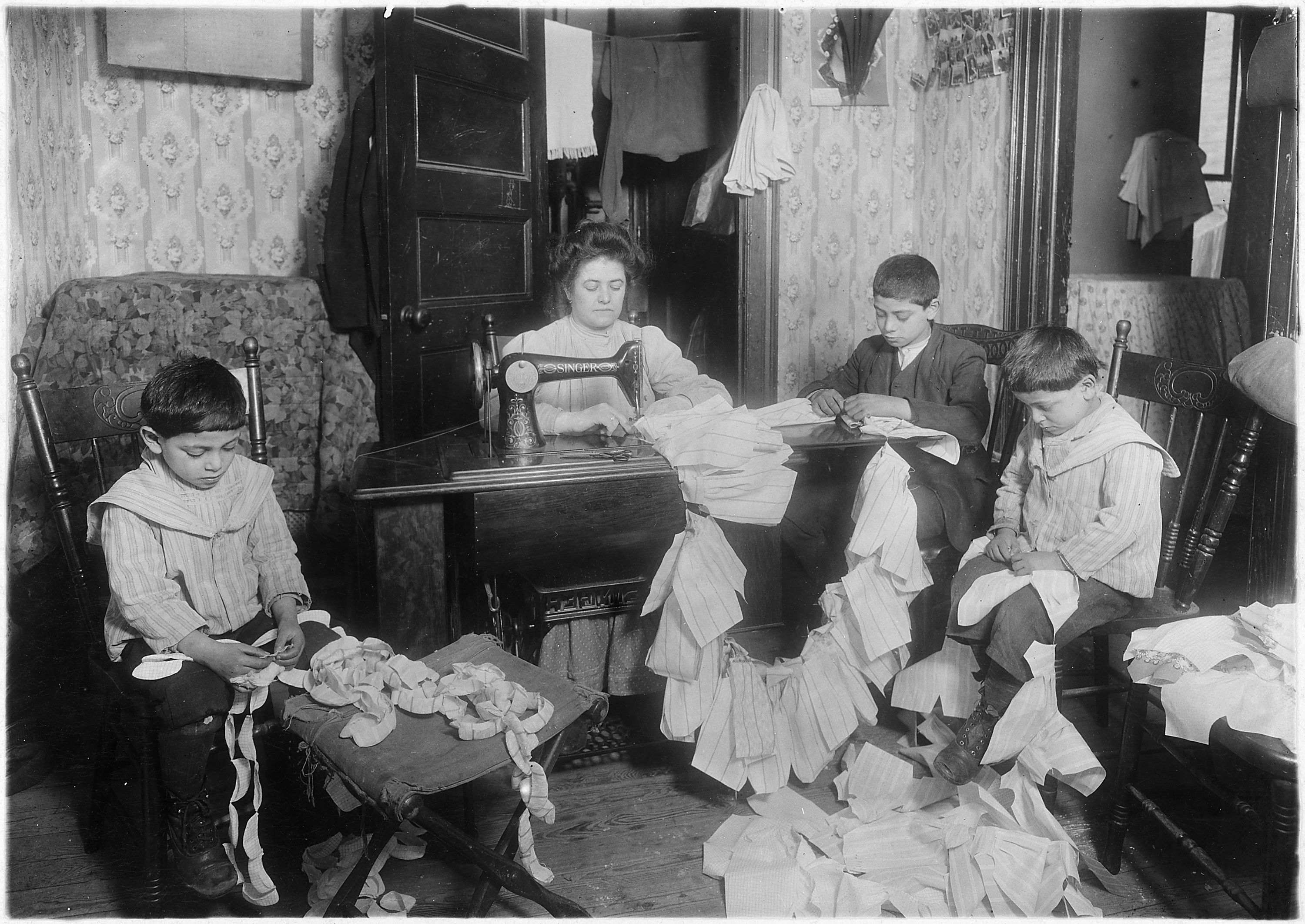
عائلة في مدينة نيويورك تصنع ملابس الدمى بنظام العمل بالقطعة في عام 1912

العمل بالقطعة هو أي نوع من الوظائف التي يدفع فيها للعامل أجر ثابت لكل قطعة ينتجها أو ينجز عليها عمل أو يبيعها بغض النظر عن الوقت المستهلك لإنجاز ذلك.

## وصف
يستخدم أرباب العمل طُرق وأساليب شتى للدفع للعمالة والموظفين لديهم. بعض هذه الأساليب المشهورة هو الأجر بالساعة (يعرف باسم الدوام أو وقت العمل الرسمي)، أو دفع راتب سنوي أو راتب بالإضافة إلى عمولة (منتشرة في وظائف المبيعات)، أو راتب أساسي أو أجر بالساعة بالإضافة إلى بقشيش (منتشر في وظائف الخدمة)، أو راتب بالإضافة إلى مكافأة (تستخدم لمناصب الأدارة والمدراء التنفيذيين)، أو راتب بالإضافة إلى لتملك أسهم (تستخدم لبعض المدراء التنفيذيين في الشركات المبتدئة وبعض شركات التقنية) ،أو مشاركة في الأرباح (يعرف أيضا باسم تقاسم الأرباح)، أو الأجر بالقطعة – مثل عدد الأشياء التي يصنعونها أو المهام التي يكملونها (تعرف باسم ناتج العمل)، أو الدفع بطرق أخرى (تسمى العمل غير المحسوب).
بعض الصناعات حيث يكون العمل بالقطعة شائعا تشمل العمل الزراعي وتركيب الكيابل ومراكز خدمة العميل وأعمال الكتابة والتحرير والترجمة وقيادة الشاحنات وإدخال البيانات وتنظيف السجاد والحرف اليدوية وأعمال الصناعة. العمل بالقطعة لا يعني أن أرباب العمل معفون من دفع الحد الأدنى للأجور أو أجور ساعات العمل الإضافي التي تختلف بين الدول.